# Grandeza

Coronel de Conde, permitido nos brasões dos Viscondes com Grandeza e dos Pares do Reino.

O termo grandeza, na nobreza com grandeza, é um tratamento honorífico dos antigos "Grandes do Reino". Originalmente era uma recompensa e reconhecimento por serviços grandiosos prestados à Pátria, principalmente em tempos de guerra.

## Estatuto
Apanágio concedido por beneplácito dos reis e imperadores que reconhecia e confirmava a existência das qualidades pertinentes para a nobilitação do indivíduo, e a expansão da condição de nobres aos seus descendentes diretos.
A grandeza não era hereditária, mas enobrecia os descendentes dos Grandes.
Dentre os direitos e deveres concedidos pela condição de ser reconhecido e tornado Grande estavam: o de poder sentar-se e manter a cabeça coberta na presença real, marcar hora e local para prestar depoimentos. Prisão e condenação à morte só poderiam ocorrer com autorização real.
Eram também direitos, o privilégio de ter preparada permanente na própria casa, uma cadeira com dossel para receber o Rei, e ostentar brasão de armas na fachada das casas, sobre as sepulturas, capelas e nos veículos de transporte. 
Aos Grandes e seus descendentes era necessária a licença para casamentos. Os filhos e descendentes dos Grandes tinham o direito de assentarem praça no exército como cadete. As regalias e direitos da Grandeza no Reino de Portugal e no Império do Brasil não eram excluídas aos que descendiam dos Grandes pelas linhas femininas.
No Império Brasileiro, as titulações de Grandeza eram registradas no Cartório da Nobreza e Fidalguia. 
Na monarquia de Espanha ainda estão em curso as leis da Grandeza.

## Em Portugal
Os detentores de títulos com Grandeza eram considerados Grandes do Reino. Os restantes titulares, sem Grandeza, eram considerados Titulares do Reino. 
Os Duques, Marqueses e Condes portugueses tinham Honras de Grandeza inerentes ao título, sendo sempre Grandes do Reino. O mesmo se passava para os principais membros do Alto Clero: Cardeais, Arcebispos e Bispos e os Abades ou Priores mais importantes, como o Abade de Alcobaça ou o Grão-Prior do Crato.
Barão e Visconde eram títulos que não possuíam de per si a distinção de Grandeza, mas esta podia ser conferida por decisão do Monarca, seja no próprio Decreto de concessão do título nobiliárquico ou em promoção posterior. Em Portugal as Honras de Grandeza por especial mercê foram concedidas somente a Viscondes, existindo assim Viscondes com e sem Grandeza. Aos Viscondes com Grandeza (como era o caso do Viscondado de Vila Nova de Cerveira) era permitido o uso de um coronel de Conde nos seus brasões de armas, ao invés do legalmente previsto para os Viscondes. Todos os Barões portugueses não tinham Grandeza. 
Desde 1835 também os Pares do Reino, independentemente do respectivo título, passaram a ser Grandes do Reino após empossados na Câmara dos Pares.